# Grigol Waszadze
Grigol Waszadze (gruz. გრიგოლ ვაშაძე, ur. 19 lipca 1958 w Tbilisi) – gruziński dyplomata i polityk, minister spraw zagranicznych od 5 grudnia 2008 do 25 października 2012.

## Życiorys
W 1981 ukończył prawo międzynarodowe w Moskiewskim Państwowym Instytucie Stosunków Międzynarodowych. Od 1988 do 1990 odbywał studia podyplomowe w Akademii Dyplomatycznej w Moskwie.
W latach 1981–1988 pracował w Ministerstwie Spraw Zagranicznych ZSRR w Departamencie Organizacji Międzynarodowych oraz Departamencie Kosmosu i Broni Nuklearnej. Brał również udział w negocjacjach na temat układu START I.
Po rozpadzie ZSRR Waszadze wycofał się z polityki i rozpoczął prywatną działalność biznesową. W latach 1990–2008 kierował własną firmą Georgia Arts Management. W tym czasie mieszkał w Moskwie.
Do Gruzji Waszadze powrócił w 2005. 6 lutego 2008 został mianowany wiceministrem spraw zagranicznych w gabinecie premiera Lado Gurgenidze. 1 listopada 2008 w nowym rządzie premiera Grigola Mgalobliszwilego objął stanowisko ministra kultury, ochrony pomników i sportu. Zajmował je do 5 grudnia 2008, kiedy to został mianowany ministrem spraw zagranicznych. Kierował gruzińską dyplomacją do 25 października 2012.
Grigol Waszadze od 1988 jest żonaty z tancerką baletową, Niną Ananiaszwili, z którą ma dwoje dzieci. Poza gruzińskim, posiadał również obywatelstwo rosyjskie. 23 czerwca 2010 otrzymał zgodę strony rosyjskiej na zrzeczenie się obywatelstwa rosyjskiego. Mówi w języku gruzińskim, rosyjskim, angielskim, francuskim, włoskim, hiszpańskim oraz portugalskim.

## Odznaczenia
- Order Wachtanga Gorgasalego I rangi – 2013[4]